# Skogsbrinken
Skogsbrinken (finska: Metsola) är en stadsdel i Vanda stad i landskapet Nyland. 
Skogsbrinken ligger i nordöstra Vanda och har cirka 6 000 invånare. Den är en del av Korso tätort med Korso pendeltågsstation i väster. I söder ligger stadsdelarna Matar och Mikkola, i norr Alkärr och i öster Jokivarsi. 
Nära stationen ligger två stora dagligvaruaffärer, några specialaffärer och restauranger, yrkesskolan, social- och hälsovårdsstation och ombudspost. Det finns tre daghem i Skogsbrinken. Höghusbebyggelsen, som mestadels är ny, är koncentrerad kring stationen i stadsdelens västra del. Längre i öster finns ett stort egnahemshusområde. 
Bebyggelsen i Korso fick sin början år 1862 då Stambanan öppnade med ett omkörningsspår i Korso. Den västra sidan av banan bebyggdes först. Då vägarna förbättrats och transporterna blivit bättre bebyggdes också den östra sidan, i Skogsbrinken. Transportlederna över järnvägen har ytterligare förbättrats och byggnadsbeståndet är nyare i Skogsbrinken än på den västra sidan av järnvägen. Transporterna i egnahemshusområdet fungerar med bussar och privatbilism längs med Lahtisleden. 